# MBN 지하세계
《MBN 지하세계》는 대한민국 MBN 유튜브 채널에서 만든 시사 컨텐츠이다.

## 개요
2024년 1월 3일부터 시작된 MBN의 유튜브 시사 컨텐츠.

## 진행자
- B2 '나는 정치인이다' :  송주영 정치부 기자
- B4 '형오살롱' : 김형오 앵커

## 구성
- B2 '나는 정치인이다' :  송주영 베테랑 여기자가 진행하는 핫이슈 정치인 청문 인터뷰
- B4 '형오살롱' : 김형오 앵커가 진행하는 심층 시사대담

## 같이 보기
- MBN